# Ace Combat: Squadron Leader
 (novembre 2018).
Si vous disposez d'ouvrages ou d'articles de référence ou si vous connaissez des sites web de qualité traitant du thème abordé ici, merci de compléter l'article en donnant les références utiles à sa vérifiabilité et en les liant à la section « Notes et références ».
Ace Combat: Squadron Leader (appelé Ace Combat 5: The Unsung War dans les versions non-européennes) est un simulateur de vol de combat sur PlayStation 2, sorti le 21 octobre 2004 au Japon, le 24 octobre 2004 en Amérique du Nord et le 23 février 2005 en Europe. Il est développé et édité par Namco.

## Système de jeu
Reprenant le principe des épisodes précédents, Ace Combat 5: Squadron Leader est le cinquième de la série Ace Combat.
Le joueur a l'occasion d'acheter 53 avions, des avions réalistes jusqu'aux avions imaginaires, en passant par des prototypes. Chaque avion possède trois peintures différentes déblocables. Au total 32 missions sont présentes dans le mode campagne. Au fil du jeu, le joueur obtient une promotion et dirige trois équipiers, il doit alors acheter des avions pour ces derniers. Lors de la préparation d'une mission, le joueur choisit l'avion de chacun des équipiers sous ses ordres. Lors d'une mission, il peut leur donner des ordres, tels qu'engager l'ennemi, se déployer (prendre de la distance) ou utiliser des armes spéciales.

## Les différences entreAce Combat 4etAce Combat 5
Plusieurs éléments différencient Ace Combat 4 et Ace Combat 5. Le 5 ne possède pas de mode multijoueur, Squadron Leader donne de l'argent au joueur lorsque ses coéquipiers détruisent des cibles ennemies.